# Station Moczyłki
Station Moczyłki is een spoorweghalte in de Poolse plaats Moczyłki.